# Nghi Hưng (xã)
Nghi Hưng là một xã thuộc huyện Nghi Lộc, tỉnh Nghệ An, Việt Nam.

## Địa lý
Xã Nghi Hưng nằm ở phía tây bắc huyện Nghi Lộc, cách trung tâm huyện Nghi Lộc 9 km, cách thành phố Vinh 20 km có vị trí địa lý:
- Phía bắc giáp huyện Diễn Châu
- Phía đông giáp xã Nghi Thuận
- Phía tây và nam giáp xã Nghi Đồng.

Theo thống kê năm 2018, xã có diện tích 15,35 km², dân số là 5.300 người, mật độ dân số đạt 346 người/km².

## Hành chính
Xã Nghi Hưng được chia thành 15 xóm: 1, 2, 3, 4, 5, 6, 7, 8, 9, 10, 11, 12, 13, 14, 15. 
Năm 2015 Sát nhập  30 hộ từ xóm 14 sang xóm 13, tổng 96 hộ. 6 hộ xóm 8 sang xóm 7, tổng 87 hộ. Năm 2019 Theo Nghị quyết vừa được HĐND tỉnh Nghệ An khóa XVII thông qua tại kỳ họp thứ 10, huyện Nghi Lộc sẽ sáp nhập 338 xóm tại 28 xã, thị trấn thành 142 xóm. Sau sáp nhập, tổng toàn huyện còn lại 250 xóm, giảm được 196 xóm. Nghi Hưng sát nhập từ 15 xóm xuống thành 6 xóm: 1,2,3,4,5,6.
Từ xa xưa trên địa bàn xã này có tuyến kênh Nhà Lê nối từ  kinh đô Hoa Lư đến Đèo Ngang đi qua, là tuyến đường thủy đầu tiên trong lịch sử Việt Nam và được coi là tuyến đường Hồ Chí Minh trên sông vì những đóng góp cho các cuộc chiến tranh của người Việt (hiện là một đoạn của sông Cấm theo tên gọi địa phương).